# Johan Georg III av Sachsen
Johan Georg III av Sachsen, kurfurste av Sachsen 1680–1691. Född 20 juni 1647, död 12 september 1691.
Son till Johan Georg II av Sachsen och Magdalena Sibylla av Brandenburg-Bayreuth. Han efterträdde 1680 sin far men blev en sparsammare regent och inskränkte hovutgifterna och uppträttade en stående här. Han avbröt förbindelserna med Frankrike, och deltog med 10 000 man i Wiens befrielse 1683. Han förde under pfalziska kriget befälet över riksarmén men insjuknade i pesten och dog 1691.
Gift med Anna Sofia av Danmark.

## Barn
1. Johan Georg IV av Sachsen
2. August den starke av Sachsen